# Gadeartist
En gadeartist er en optrædende, der offentligt laver cirkusnumre og kunst lige fra digtoplæsning over tryllekunst til jonglering og akrobatik. Gadeartister kan optræde for at samle penge ind til sig selv, men også for at afprøve kunstneriske tiltag.